# Ootori Keisuke

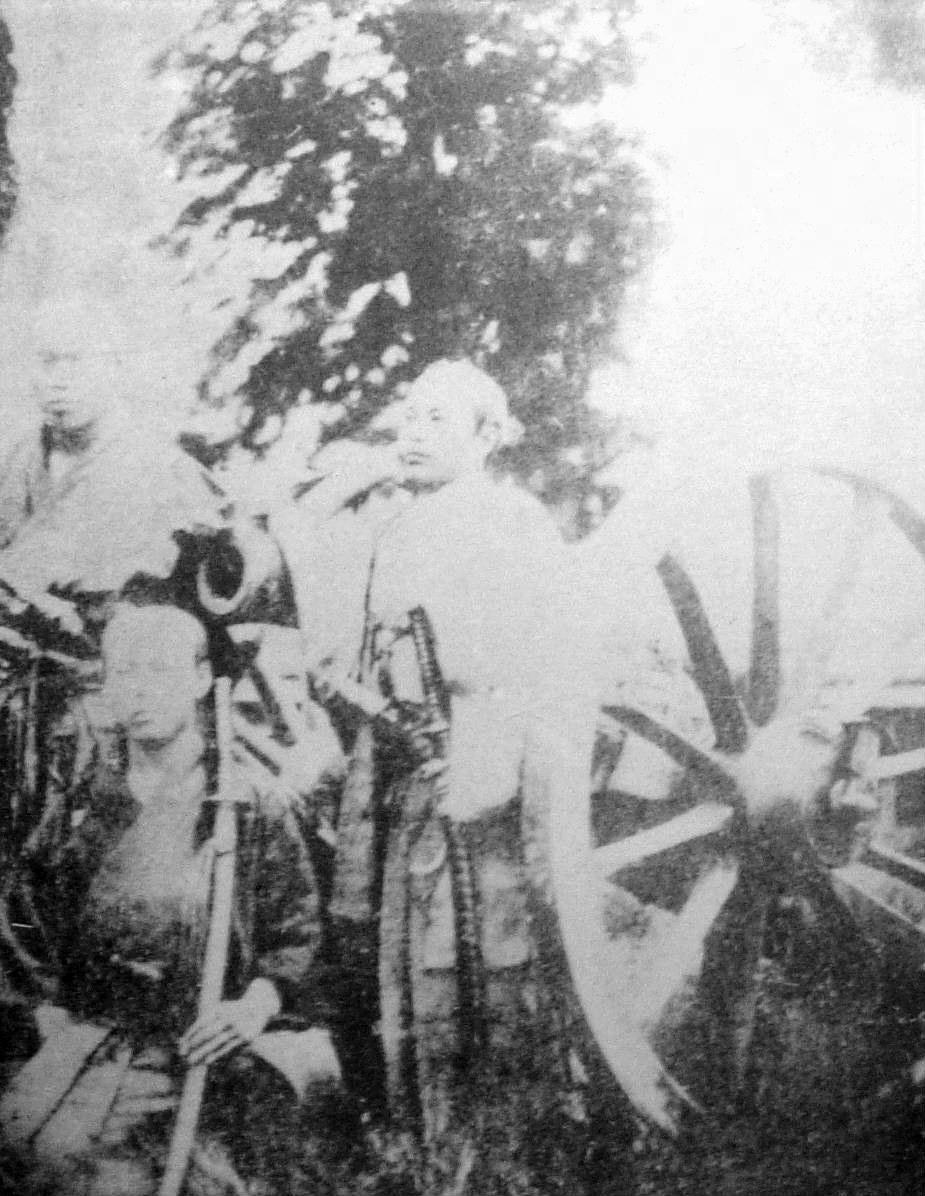
Ootori Keisuke durante la guerra Boshin (centro).

Ootori Keisuke (en japonés: 大鳥 圭介?. Akamatsu; 14 de abril de 1833-Kōzu; 15 de junio de 1911) fue un jefe militar y diplomático japonés.

## Biografía

### Juventud y educación
Ootori Keisuke nació en la villa de Akamatsu, en el Dominio de Akō de la Provincia de Harima (la actual Prefectura de Hyōgo). Era hijo del doctor Kobayashi Naosuke. A una edad temprana ingresó en la escuela Shizutani en Bizen, donde estudió sinología, y continuó su educación en la reputada escuela rangaku de Ogata Kōan, donde estudió medicina y lengua holandesas. Viajó a Edo para continuar con su formación. Recibió instrucción en la escuela de Tsuboi Tadamasu, donde se impartían clases de holandés y traducción, aprendió estrategia militar con Egawa Tarōzaemon, y estudió inglés con Nakahama Manjirō; de todo ello obtuvo un profundo conocimiento y comprensión de la cultura occidental. Como resultado, en 1859, el shogunato Tokugawa le nombró profesor del instituto Kaiseijo, y de allí pasó a ingresar en el ejército del shogunato.

### Servicio en el ejército Tokugawa
Ootori se mostró como un alumno prometedor y pronto llegó a ser instructor superior de tácticas de infantería. Tras pasar un tiempo como estudiante de Jules Brunet en Yokohama, de quien recibió instrucción especializada en tácticas de infantería francesas, fue ascendido a magistrado de infantería (歩兵奉行, Hohei bugyō?).
Ootori aprovechó su fama de experto en estudios occidentales para aconsejar al shogunato reformar el gobierno. En 1864 presentó una petición en la que exponía al gobierno sus puntos de vista sobre los beneficios de la bicameralidad. Creó una brigada de élite según el modelo aconsejado por los asesores de la primera misión militar francesa en Japón: el Denshūtai. Estaba integrado por 800 hombres escogidos según su capacidad en lugar de según su origen, punto sobre al que Ootori dio una particular importancia y sobre el que mostró una particular resolución, ya que siempre tuvo en mente sus orígenes relativamente humildes.

### La guerra Boshin
Tras la derrota en la batalla de Toba-Fushimi en 1868 Tokugawa Yoshinobu regresó a Edo y se mostró inclinado a someterse al nuevo gobierno Meiji. Ootori y Oguri Tadamasa no tenían intención de rendirse sin luchar, y pretendían continuar la guerra. Tras la rendición del castillo de Edo, Ōtori reunió 500 hombres del ejército del shogunato en el templo de Hō'on-ji en Asakusa, y marchó de Edo. En Ichikawa se unió a Hijikata Toshizō del Shinsengumi, a Akizuki Tōnosuke de Aizu, a Tatsumi Naofumi de Kuwana, y a otros, sumando entre todos unos 2000 hombres. El ejército fue dividido en tres grupos, uno avanzando por la ruta de Nikkō, derrotó a los imperiales en Koyama (Provincia de Shimotsuke), y el grupo al mando de Hijikata derrotó al ejército imperial en la batalla del castillo de Utsunomiya.
Tras llegar a Wakamatsu, los hombres de Ootori se retiraron combatiendo mientras defendían los accesos occidentales a Aizu. Ootori intentó convencer a Matsudaira Katamori de que movilizara campesinos de las villas de alrededor para conseguir refuerzos, pero no tuvo éxito. Ootori permaneció en las cercanías de Wakamatsu durante algún tiempo, pero fue obligado a retirarse ante el avance del ejército imperial y se dirigió a Sendai, donde se reunió con Enomoto Takeaki, que había llegado a la bahía de Matsushima con seis buques de guerra. La fuerza fue embarcada y partió rumbo a Hakodate (Hokkaidō)
Una vez se hubo creado la república de Ezo, se celebraron las primeras elecciones democráticas de Japón, y Ootori fue elegido ministro del Ejército. No obstante, Ootori era un experto sólo de nombre, puesto que tenía poca experiencia militar en combate, y su torpeza, así como su actitud ante las derrotas le ganaron una mala reputación entre sus hombres. Cuando el ejército imperial cercó el castillo Goryōkaku durante la batalla de Hakodate, Ootori convenció a Enomoto Takeaki de rendirse pacíficamente en lugar de morir luchando. Tras la batalla, Ootori fue capturado y mandado a prisión a Tokio.

### Carrera durante la era Meiji
Tras ser liberado en 1872, Ootori aceptó participar en el gobierno Meiji. En un primer momento trabajó en el proyecto de ganar tierras al mar; en 1866 fue nombrado presidente del Gakushūin, y en 1889 fue enviado como embajador en China y Corea. Jugó un papel determinante en el inicio de la primera guerra chino-japonesa.
Ootori también se preocupó de preservar la Historia. A partir de 1898 colaboró en la edición y publicación de la revista Kyū Bakufu, que se especializó en recopilar memorias y narraciones del antiguo shogunato, obtenidas de aquellos que habían formado parte del mismo. Así mismo, contribuyó a la erección del monumento a los caídos en combate en Hakodate.
Ootori Keisuke murió de cáncer de esófago dos meses después de cumplir 78 años.